# 李應明
李應明（？—？），號文符，直隶顺天府遵化縣軍籍河间府任丘县人。

## 生平
万历四十六年（1618年）戊午科顺天乡试举人，天啓五年（1625年）乙丑科進士，吏部观政，未任官。